# Cima di Malavalle
La Cima di Malavalle (in tedesco Sonklarspitze 3.444 m s.l.m.) è una montagna delle Alpi Retiche orientali (sottosezione Alpi dello Stubai). Si trova lungo la linea di confine tra l'Italia e l'Austria.
Il nome tedesco deriva dal nome di Carl Sonklar (1816-1885) geografo militare austriaco che effettuò numerosi rilievi nelle Alpi Orientali.
La cima un tempo era ricoperta da uno strato di firn che la portava ad un'elevazione di 3.463 m s.l.m.